# Confort
Confort település Franciaországban, Ain megyében. Lakosainak száma 676 fő (2022. január 1.). Confort Chézery-Forens, Collonges, Farges, Montanges és Valserhône községekkel határos.

## Népesség
A település népességének változása:
| Lakosok száma | 349  | 397  | 449  | 514  | 556  | 591  | 648  | 667  | 693  | 676  |
|               | 1968 | 1982 | 1990 | 2006 | 2013 | 2015 | 2017 | 2019 | 2020 | 2022 |